# Hanna Ferm
Hanna Ferm (Mölnlycke, 23 oktober 2000) is een Zweeds zangeres. Ze werd tweede bij de Zweedse versie van Idols in 2017 en deed meermaals mee aan het Zweedse liedjesfestijn Melodifestivalen.

## Biografie
Ferm deed in 2014 mee aan de talentenjacht Talang Sverige 2014 dat uitgezonden op TV3. Ze reikte tot de halve finales. Drie jaar later deed Ferm mee aan Idol 2017, waarin ze de finale wist te behalen die plaatsvond in de Avicii Arena. Ze eindigde op de tweede plaats achter Chris Kläfford.
Op 2 februari 2018 bracht Ferm haar eerste single getiteld Never Mine uit onder het label Universal Music. De single is geschreven en geproduceerd door Jimmy Jansson, Isak Alveus Bornebusch en ISELIN. In juli van hetzelfde jaar volgde haar tweede single getiteld Bad Habit, die was geschreven en geproduceerd door Herman Gardarfve, Patrik Jean, Melanie Wehbe en Ferm zelf.
Ferm was op 16 november 2019 te gast bij Idol 2019 op de Zweedse zender TV4 waarin ze een duet zong met deelnemer Bragi Bergsson.

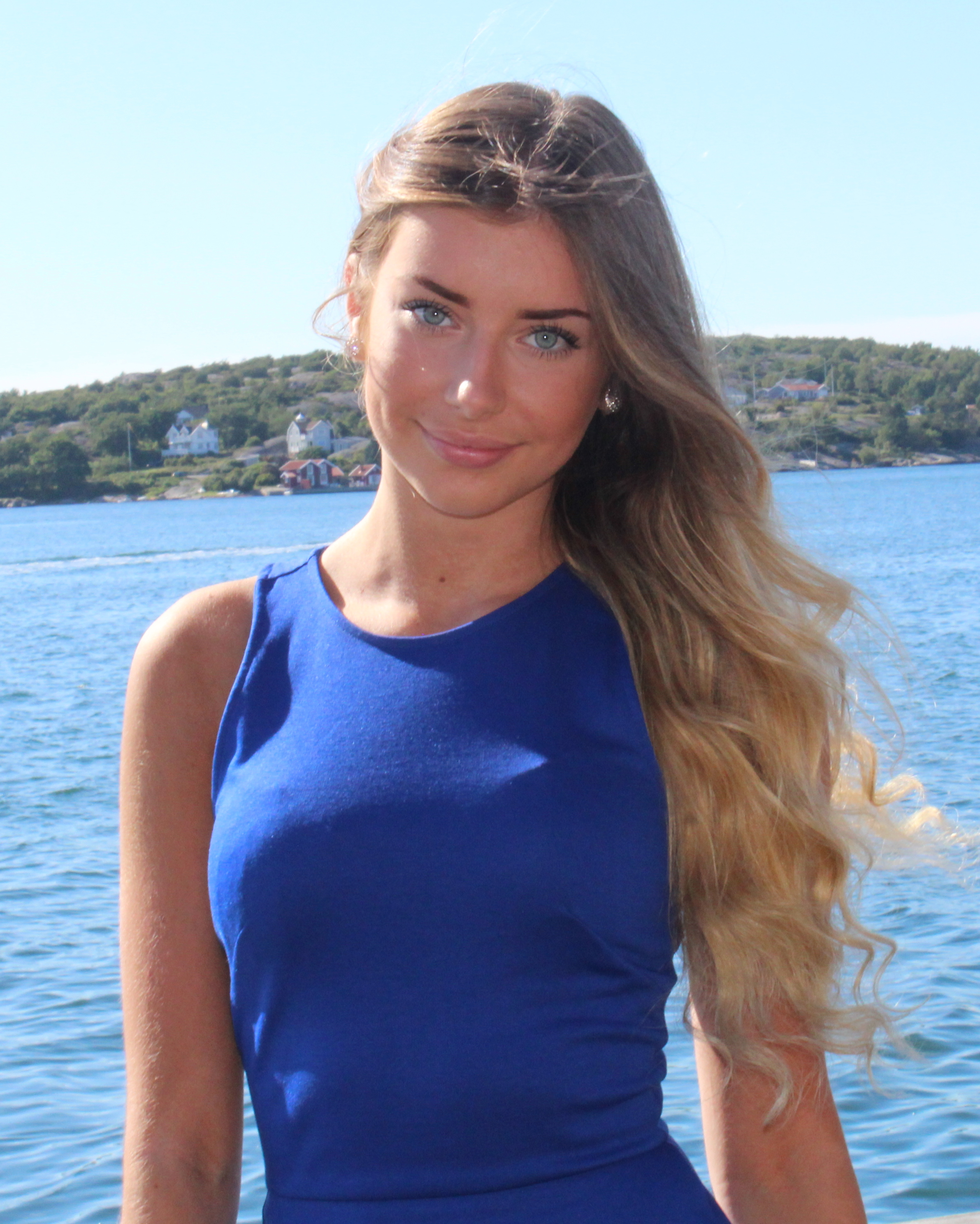
Ferm in 2018

Ferm deed in 2019 samen met Liamoo mee aan Melodifestivalen waar het duo aantrad met het nummer Hold You. Ferm en Liamoo zongen eerder samen tijdens Idol 2017 en was de winnaar van Idol 2016. In de halve finale die plaatsvond op 9 februari 2019 plaatsten de twee zich voor de finale waar ze op de derde plaats eindigden. In oktober 2019 volgde een nieuwe single, getiteld Outta Breath, dat was geschreven en geproduceerd door Jakob Redtzer, Sorana, William Jerner en Ferm zelf.
In 2020 waagde ze als soloartiest een poging op Melodifestivalen 2020 met het nummer Brave. Ferm trad aan in de vierde halve die plaatsvond op 22 februari 2020  in de Malmö Arena in Malmö. Ze wist zich direct te plaatsen voor de finale in de Friends Arena in Solna op 7 maart 2020. In deze finale eindigde ze op de vierde plaats met 94 punten. Van de thuisstemmers kreeg ze meer punten dan van de internationale jury. Ferm bracht in 2020 eveneens de single Sweet Temptation uit op 12 juni. Deze single was geschreven door Dotter, Dino Medanhodzic en Ferm zelf. Het nummer had als eerste single van Ferm een muziekvideo.

## Discografie

### Singles
- 2018: Never mine
- 2018: Bad habit
- 2019: Hold You (met Liamoo)
- 2019: Torn
- 2019: Outta Breath
- 2020: Brave
- 2020: Sweet temptation
- 2020: I met somebody (met John de Sohn)
- 2021: För evigt
- 2021: Satisfaction (met B.baby en Yei Gonzales)
- 2021: Aldrig nänsin
- 2021: Flyg fula fluga flyg
- 2022: Håller in håller ut
- 2022: Välkommen åter (met Junie)
- 2022: Det är slut
- 2023: Vet hon om?
- 2023: Det är jag inte du
- 2023: Undantag
- 2023: Kommer aldrig förlora (met Olivia Lobato)
- 2023: Valborg
- 2024: Mellanrun